# Aeródromo Frutillar
El Aeródromo Frutillar (IATA: FRT, OACI: SCFR) es un terminal aéreo ubicado cerca de Frutillar, en la Provincia de Llanquihue, Región de Los Lagos, Chile. Este aeródromo es de carácter público.